# 黃啟川
黃啟川（1950年6月29日—），生於台灣高雄市，臺灣客家人政治人物，中國國民黨籍，曾任高雄市議員、高雄市議會議長。其妻侯彩鳳。

## 生平
出身台灣客家人家庭。先祖黃聖烈在1921年（大正10年）由桃園大園，遷至高雄寶珠溝居住，到其祖父一代，已經成為高雄灣子內地區的大地主。其父黃清水，在家中排行第九，其五伯父黃正忠於1953年當選第二屆省轄市高雄市議員，後任第四、五屆省轄市議員。
黃啟川畢業於正修工專（今正修科技大學）土木工程科，1976年創辦大揚營造公司。
黃啟川早年曾加入中國國民黨，1978年以無黨籍身份參選第九屆高雄市議員。1979年高雄市改制升格直轄市後，黃啟川出任第一屆直轄市議員（三民區選區）。1998年在第五屆直轄市市議會時期當選議長，創下客家人在高雄市參政高峰。:390
1998年，以失聯黨員身份重新加入中國國民黨，與王志雄搭檔，競選高雄市議會議長。黃啟川順利當選議長，但副議長由蔡松雄當選。
黃啟川曾於2002年參與中國國民黨初選，爭取高雄市長提名，黃啟川雖然在民調上獲勝，但最後國民黨中央決定提名黃俊英參選，引起新桃苗同鄉會不滿，競選期間黃啟川和郭崑耀等多位客家大老出席謝長廷客家後援會成立大會，以行動向黨部抗議。最終謝長廷在三民區大贏黃俊英15094票。:393同年，黃啟川決定不再參選市議員，改支持其姪子黃柏霖參選。但黃柏霖在此次選舉中，被趙天麟等人擊敗，落選。直到2004年，因高雄市議會議長賄選案，多位議員被解職，進行補選，黃柏霖才順利當選。
2006年高雄市第四屆市長選舉，黃啟川再與黃俊英、黃昭順爭取國民黨提名。失利後全力支持黃俊英，黃俊英再度高票落選。:393
2007年，涉及賄選案，遭檢方拘提。在到案說明後被釋放。
在政治事業之外，黃啟川家族與杜俊元關係良好，投資了華泰電子公司；也投資了陳田錨發起的大眾商業銀行，黃啟川曾任大眾綜合證券公司董事長。
2008年，接任金屬工業研究發展中心董事長。2015年屆齡退休，由蔡明祺接任董事長。
2009年，接任高雄市客家文化事務基金會董事長。

## 家庭
其妻前立法委員現任國民黨中常委侯彩鳳，兩人在1979年結婚，婚後生二子一女。大兒子黃亮勳，女兒為現任高雄市議員黃香菽，么子黃亮軒。